# Jorullo
Le Jorullo est un volcan du Mexique dans le Michoacán.

## Géographie
Volcan à cône de scories, il est situé dans le Michoacán, au centre du Mexique, sur le versant sud-ouest du plateau central, à 53 kilomètres au sud-est d'Uruapan, dans une zone connue sous le nom de champ volcanique Michoacán-Guanajuato.
Il se trouve à environ 9,7 km à l'est-nord-est de La Huacana. Son altitude actuelle est de 1 330 m). Le volcan a quatre cônes de scories plus petits qui ont surgi sur ses flancs. Ses évents sont alignés dans une direction nord-est à sud-ouest. La lave de ces évents couvre neuf kilomètres carrés autour du volcan. Les éruptions ultérieures ont produit des laves qui avaient des teneurs en silice plus élevées, ce qui les rend plus épaisses que les précédents basaltes et laves andésitiques basaltiques. Son cratère mesure entre 400 m et 500 m de large pour 150 m de profondeur.

## Histoire

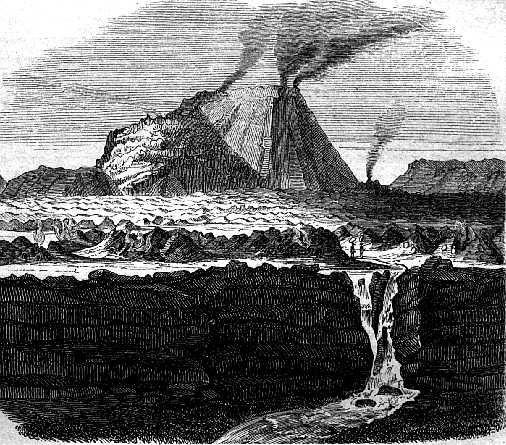
Représentation historique.

Le Jorullo est l'un des deux volcans connus à s'être développés au Mexique au cours de l'histoire récente. Le second, né environ 183 ans plus tard, est nommé Paricutín d'après un village voisin qu'il a détruit. Le Paricutín se trouve à environ 80 km au nord-ouest du Jorullo.
Le Jorullo est entré en éruption pour la première fois le 29 septembre 1759. Des tremblements de terre se sont produits avant ce premier jour d'éruption. Une fois que le volcan a commencé à entrer en éruption, il a continué pendant 15 ans pour se terminer en 1774.
Alexander von Humboldt escalade le Jorullo lors de la partie mexicaine de son expédition scientifique en Amérique espagnole. Durant sa visite, le 19 septembre 1803, ses multiples cônes fumaient encore et l'air était extrêmement chaud et rempli de gaz volcaniques. Il a écrit une description détaillée de la montée, notant que son visage et ceux de ses compagnons de voyage avaient été brûlés. Le volcan a enrichi le sol local et il y avait une végétation considérable. Humboldt dresse une esquisse lointaine du volcan, montrant plusieurs cônes fumants. Il entreprend l'ascension avec son compagnon de voyage Aimé Bonpland, ainsi qu'un colon basque local Ramón Epelde et deux serviteurs indigènes, dont les noms n'ont pas été enregistrés. Humboldt note qu'il a consulté une publication de 1782, Rusticatio Mexicana, de Rafael Landívar, qui a calculé la hauteur du volcan et la température des eaux thermales. 
Le Jorullo s'est développé en détruisant une riche zone agricole. Il a poussé à environ 250 mètres du sol au cours des six premières semaines. Ses éruptions étaient principalement phréatiques et phréatomagmatiques. Elles ont recouvert la zone de coulées de boue collante, de coulées d'eau et de chutes de cendres. Toutes les coulées de lave, sauf les plus récentes, ont été couvertes par cette chute de cendres. Les éruptions ultérieures étaient magmatiques sans coulées de boue ni d'eau. Cette éruption de 15 ans a été la plus longue du volcan ainsi que la plus longue éruption de cône de scories connue. Des coulées de lave sont encore visibles au nord et à l'ouest du volcan. L'éruption avait un VEI de 4. 
Parícutin et El Jorullo se sont tous deux élevés dans une région connue pour ses volcans. Appelée la ceinture volcanique transmexicaine, la région s'étend sur environ 1 100 km d'est en ouest à travers le sud du Mexique. L'activité éruptive a déposé une couche de roche volcanique épaisse, créant un plateau élevé et fertile. Pendant les mois d'été, les hauteurs accrochent les brises chargées d'humidité de l'océan Pacifique ; les riches terres agricoles, à leur tour, ont fait de cette ceinture la région la plus peuplée du Mexique. Bien que la région comptait déjà trois des quatre plus grandes villes du pays : Mexico, Puebla et Guadalajara, c'était encore un marigot paisible habité par des Purépechas au début des années 1940. Le cratère et le lac sont désormais accessibles en voiture. 